# ZIM (định dạng file)
ZIM là định dạng tập tin mở lưu nội dung wiki cho sử dụng không trực tuyến. Chý trọng chính của nó Wikipedia các dự án Wikimedia khác. Định dạng cho phép nén 900,000 bài viết (đầy đủ trên Wikipedia German được bắt đầu từ 2009) thành chỉ có 1.3 GB, tính năng chỉ mục tìm kiếm toàn văn bản, và thể loại bản địa và hình ảnh xử lý tương tự như MediaWiki. Ngoài các định dạng tập tin mở, dự án openZIM cung cp hỗ trợ cho một chương trình đọc ZIM mã nguồn mở.
Định dạng tập tin ZIM thay cho định dạng tập tin Zeno trước đó. ZIM là viết tắt của "Zeno IMproved".
Dự án openZIM được bảo trợ bởi Wikimedia CH và được hỗ trợ bởi Wikimedia Foundation.